# Love Don’t Let Me Go
«Love Don't Let Me Go» (с англ. — «Любимая, не отпускай меня») ― сингл французского диджея Давида Гетта при участии певца и давнего со-автора Криса Уиллиса. Трек был выпущен как второй сингл с дебютного студийного альбома Гетты, Just a Little More Love, хотя и выступил ведущим синглом альбома в Великобритании.

## Музыкальный клип
Музыкальное видео на этот трек было выпущено в январе 2002 года общей продолжительностью две минуты пятьдесят пять секунд. В нем изображен космос.

## Трек-лист
- French CD single (2002)

1. "Love Don't Let Me Go" (main mix) – 7:25
2. "Love Don't Let Me Go" (house remix) – 5:28
3. "Love Don't Let Me Go" (1987 Rister Remix) – 6:46
4. "Love Don't Let Me Go" (Scream Mix) – 8:01
5. "Love Don't Let Me Go" (single edit) – 3:39

- UK CD single (2002)

1. "Love Don't Let Me Go" (single edit) – 3:39
2. "Love Don't Let Me Go" (house remix) – 5:28
3. "Love Don't Let Me Go" (Belamour Remix) – 5:51
4. "Love Don't Let Me Go" (music video)

- German CD single (2002)

1. "Love Don't Let Me Go" (single edit) – 3:39
2. "Love Don't Let Me Go" (house remix edit) – 3:52

## Чарты и сертификации
| Чарт (2002)                                  | Высшая позиция |
| -------------------------------------------- | -------------- |
| Бельгия/Фландрия (Ultratop 50)               | 10             |
| Бельгия/Валлония (Ultratop 50)               | 7              |
| Франция (SNEP)                               | 4              |
| Greece (IFPI)                                | 4              |
| Нидерланды (Dutch Top 40)                    | 19             |
| Нидерланды (Single Top 100)                  | 37             |
| Венгрия (Rádiós Top 40)                      | 2              |
| Romania (Romanian Top 100)                   | 12             |
| Испания (PROMUSICAE)                         | 10             |
| Швейцария (Schweizer Hitparade)              | 13             |
| United Kingdom (The Official Charts Company) | 46             |

| Чарт (2002)                       | Позиция |
| --------------------------------- | ------- |
| Belgium (Ultratop Flanders)       | 52      |
| Belgium (Ultratop Wallonia)       | 34      |
| France (SNEP)                     | 17      |
| Switzerland (Schweizer Hitparade) | 40      |

| Регион                                                       | Сертификация | Продажи  |
| ------------------------------------------------------------ | ------------ | -------- |
| Франция (SNEP)                                               | Золотой      | 250 000* |
| * Данные о продажах приведены только на основе сертификации. |              |          |